# Дюмортье, Бартелеми Шарль Жозеф
Бартелеми́ Шарль Жозе́ф, барон Дюмортье́ (фр. Barthélemy Charles Joseph, Baron Du Mortier (или Dumortier; 1797, Турне —1878, там же) — бельгийский ботаник, естествоиспытатель, политический и государственный деятель.
Был председателем палаты представителей парламента Бельгии.
В 1872 году был назначен Государственным министром Бельгии.
Изучал флору Бельгии, затем перешёл к исследованию позвоночных и беспозвоночных животных. Многочисленные научные работы Дюмортье касаются систематики и анатомии растений, анатомии и физиологии кишечнополостных, эмбриологии моллюсков, сравнительной анатомии антропоморфных обезьян и дельфинов.
В 1832 году впервые описал деление клеток у водорослей.
Вместе с Пьером Жюлем Тоскинэ основал в Турне в 1860 году садоводческую ассоциацию.

## Печатные труды
- Commentationes botanicae. Observations botaniques. Imprimerie de C. Casterman-Dieu, Tournay, 1823 (лат.)
- Observations sur les graminées de la flore de Belgique. J. Casterman aîné, Tournay, 1823 (фр.)
- Analyse des familles des plantes, avec l’indication des principaux genres qui s’y rattachent. J. Casterman aîné, Tournay, 1829 (фр.)
- Lettres sur le manifeste du Roi et les griefs de la nation, par Belgicus. J. Casterman aîné, Tournay, 1830 (фр.)
- Sylloge Jungermannidearum Europae indigenarum, earum genera et species systematice complectens. J. Casterman aîné, Tournay, 1830 (лат.)
- Recherches sur la structure comparée et le développement des animaux et des végétaux. M. Hayez, Bruxelles, 1832 (фр.)
- Essai carpographique présentant une nouvelle classification des fruits. M. Hayez, Bruxelles, 1835 (фр.)
- La Belgique et les vingt-quatre articles. Société nationale, Bruxelles, 1838 (фр.)
- Observations complémentaires sur le partage des dettes des Pays-Bas. Société nationale, Bruxelles, 1838 (фр.)